# IFPI Austria
La IFPI Austria è il ramo austriaco dell'International Federation of the Phonographic Industry atto a rappresentare gli interessi dell'industria discografica nel paese.

## Certificazioni di vendita
A partire dal 1º gennaio 2013, la IFPI Austria certifica album, singoli e DVD attraverso i seguenti criteri:

### Dischi d'oro
- Album: 7 500
- Singoli: 15 000
- DVD: 5 000

### Dischi di platino
- Album: 15 000
- Singoli: 30 000
- DVD: 10 000

## Classifiche
La IFPI Austria si occupa inoltre di stilare le classifiche settimanali degli album e dei singoli più venduti nel Paese e sono suddivise in quattro categorie.
- Ö3 Austria Top 40 Singles – Top 75 dei singoli
- Ö3 Austria Top 40 Longplay (Albums) – Top 75 degli album
- Ö3 Austria Top 20 Compilation – classifica che racchiude le pubblicazioni degli autori vari
- Ö3 Austria Top 10 DVD